# Эдгертон, Джоэл
Джо́эл Э́дгертон (Э́джертон; англ. Joel Edgerton; род. 23 июня 1974, Блэктаун, Новый Южный Уэльс, Австралия) — австралийский актёр кино, телевидения и озвучивания, кинорежиссёр, сценарист и продюсер. Известен по ролям в фильмах «Чумовые боты» (2005), «Воин» (2011), «Великий Гэтсби» (2013), «Чёрная месса» (2015), «Лавинг» (2016) и «Яркость» (2017).

## Биография
Джоэл Эдгертон родился 23 июня 1974 года в Блэктауне (Новый Южный Уэльс) в семье Майкла, адвоката и застройщика, и Мэриэнн Эджертон, домохозяйки. Он окончил школу Хиллз (англ. The Hills Grammar School) в 1991 году. Эдгертон посещал школу драмы «Nepean» при Университете Западного Сиднея.
В 1998 году Эдгертон появился в драме режиссёра Джона Кёррана «Praise», а также новой работе своего брата Нэша «Bloodlock». Следующий год подарил актёру роль в низкобюджетной драме режиссёра-дебютанта Алана Уайта «Эрскинвильские короли». Главную роль с блеском исполнил начинающий актёр Хью Джекман, для которого эта работа была второй в карьере. За неё он[кто?] был удостоен премии FCCA в категории «Лучшая мужская роль». Начало века принесло с собой крупный проект. Австралийская криминальная музыкальная драма Клинтона Смита «Образцовые люди» предоставила Эдгертону шанс поработать вместе с популярной австралийской певицей и актрисой Кайли Миноуг. Лента рассказывала истории о разных представителях сиднейской молодёжи. Через два года Джоэл был утверждён на роль в криминальном триллере Скотта Робертса «Слово вора». Его партнёрами стали Гай Пирс и Рэйчел Гриффитс. Сюжет разворачивался вокруг трёх братьев, отбывающих в тюрьме наказание за совершённые преступления, и планирующих новое большое дело прямо в тюремной камере.

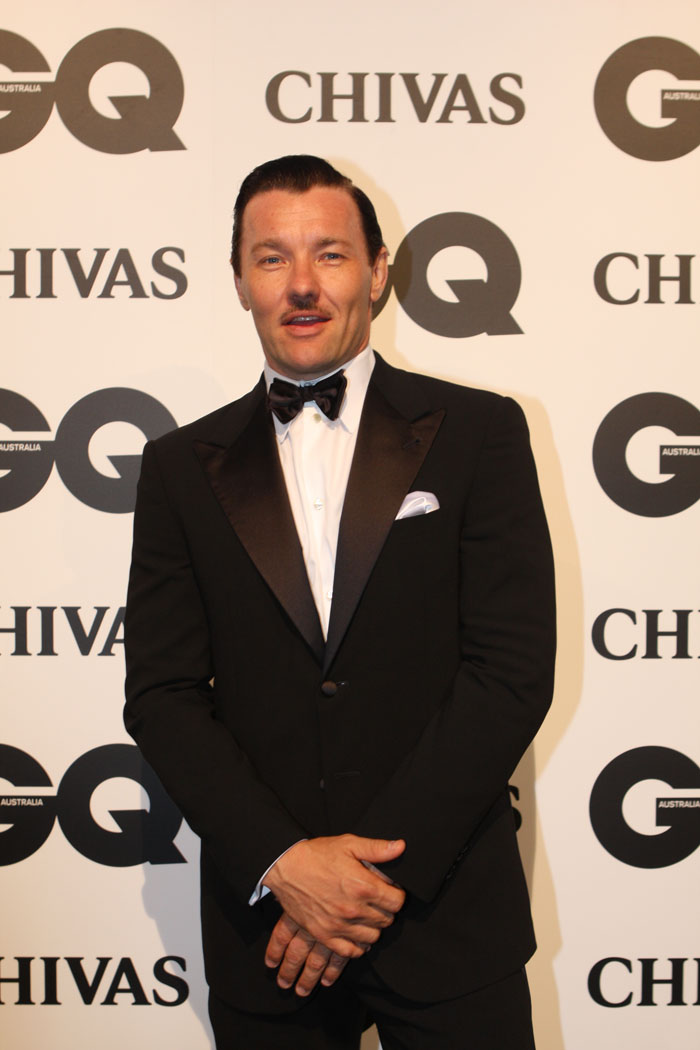
Джоэл Эдгертон на премии GQ «Человек года», 2011 год

В 2003 году на большие экраны вышла картина, основанная на реальных событиях, и рассказывающая об австралийских гастролях Фрэнка Синатры, чью роль исполнил Деннис Хоппер, но наиболее важной ступенью для дальнейшей карьеры Джоэла стала небольшая роль в фильме Джорджа Лукаса «Звёздные войны. Эпизод III: Месть ситхов». Его героем стал сводный брат Энакина Скайуокера Оуэн Ларс, который в будущем должен был заменить отца и воспитать Люка Скайуокера. Помимо Джоэла, работу в фильме получил и его брат Нэш, который, как каскадёр, выполнял трюки за Оби-Вана Кеноби, киногероя Юэна Макгрегора. Проект объединил в себе таких звёзд, как Натали Портман, Сэмюэл Л.Джексон и Кристофер Ли. Общий бюджет производства картины составил 120 миллионов долларов. В 2004 году Эдгертон вместе с Клайвом Оуэном, Йоаном Гриффитом и Кирой Найтли воплотили на экране легендарных героев древности в историческом боевике Антуана Фукуа «Король Артур». Персонажем Джоэла стал Сэр Гавейн Оркнейский. В 2011 году зрители смогли насладиться актёрской игрой в спортивной драме Гэвина О’Коннора «Воин». Сюжет картины был основан на истории о двух братьях. Проблемы родителей напрямую сказались на судьбе детей. Обоих она в итоге привела к тяжёлому и небезопасному спорту — смешанным боям. Кульминацией ленты стал решающий бой на ринге между братьями. Также в 2011 году Джоэл сыграл одну из главных ролей в приквеле культового фильма Джона Карпентера с тем же названием «Нечто».
В 2012 году сыграл небольшую роль командира «морских котиков» в фильме Кэтрин Бигелоу «Цель номер один».
В 2011 году Джоэл получил роль Тома Бьюкенена в фильме «Великий Гэтсби».
В 2014 году сыграл роль Рамсеса II в экранизации библейского сюжета о Моисее режиссёра Ридли Скотта «Исход: Цари и боги».
В 2015 году вышел фильм «Подарок», ставший его режиссёрским дебютом. В этом же году выходит криминальная драма «Чёрная месса» в котором главные роли исполняют Джонни Депп и сам Эдгертон. Фильм рассказывает историю знаменитого бостонского гангстера Джеймса «Уайти» Балджера. Фильм снискал положительные оценки у кинокритиков, а также показал сильную игру Деппа и Эдгертона.
В 2018 году актёр появился на большом экране в фильмах «Красный воробей», «Опасный бизнес» и «Стёртая личность». В 2019 году он исполнил роль Фальстафа в исторической ленте «Король Англии», премьера которой состоялась на 76-го Венецианском кинофестивале, а также сыграл Лорда в фэнтезийном фильме Дэвида Лоури «Легенда о Зелёном рыцаре», выход на экраны которого был запланирован на май 2020 года, но из-за пандемии COVID-19 был перенесён на 30 июля 2021 года.
В 2022 году вернулся к роли Оуэна Ларса в сериале «Оби-Ван Кеноби».

## Личная жизнь
Джоэл Эдгертон — младший брат кинорежиссёра и каскадёра Нэша Эдгертона, с которым они вместе входят в австралийскую кинокомпанию Blue-Tongue Films.
С 2018 года состоит в отношениях с директором отдела моды Vogue Australia Кристин Сентенера.
В мае 2021 года у пары родились двойняшки, две девочки.

## Фильмография

### Актёрские работы
| Год  |    | Русское название                         | Оригинальное название                         | Роль                                 |
| ---- | -- | ---------------------------------------- | --------------------------------------------- | ------------------------------------ |
| 1995 | с  | Чародеи                                  | Spellbinder                                   | Хулиган                              |
| 1999 | ф  | Эрскинвильские короли                    | Erskineville Kings                            | Уэйн                                 |
| 2000 | ф  | Образцовые люди                          | Sample People                                 | Сэм                                  |
| 2003 | ф  | Ночь, которую мы назвали днём            | The Night We Call It a Day                    | Род Блю                              |
| 2004 | ф  | Король Артур                             | King Arthur                                   | Гавейн                               |
| 2002 | ф  | Звёздные войны. Эпизод II: Атака клонов  | Star Wars Episode II: Attack of the Clones    | Оуэн Ларс                            |
| 2005 | ф  | Чумовые боты                             | Kinky Boots                                   | Чарли Прайс                          |
| 2005 | ф  | Звёздные войны. Эпизод III: Месть ситхов | Star Wars Episode III: Revenge of the Sith    | Оуэн Ларс                            |
| 2006 | ф  | Открытое окно                            | Open Window                                   | Питер Дилэйни                        |
| 2007 | ф  | Козырные тузы                            | Smokin' Aces                                  | Хьюго Круп                           |
| 2007 | ф  | Шёпот                                    | Whisper                                       | Винс                                 |
| 2008 | ф  | Служители                                | Acolytes                                      | Иан Райт                             |
| 2009 | ф  | Вся правда о мужчинах                    | Separation City                               | Саймон                               |
| 2010 | ф  | Царство животных                         | Animal Kingdom                                | Барри «Баз» Браун                    |
| 2010 | мф | Легенды ночных стражей                   | Legend of the Guardians: The Owls of Ga'Hoole | Стальной Клюв (озвучка)              |
| 2011 | ф  | Нечто                                    | The Thing                                     | Сэм Картер                           |
| 2011 | ф  | Воин                                     | Warrior                                       | Брендан Конлон                       |
| 2012 | ф  | Странная жизнь Тимоти Грина              | The Odd Life of Timothy Green                 | Джим Грин                            |
| 2012 | ф  | Цель номер один                          | Zero Dark Thirty                              | член подразделения «морских котиков» |
| 2012 | ф  | Не говори ничего                         | Wish You Were Here                            | Дэйв Фланнери                        |
| 2013 | ф  | Великий Гэтсби                           | The Great Gatsby                              | Том Бьюкенен                         |
| 2013 | ф  | Особо тяжкое преступление                | Felony                                        | Малкольм Туи                         |
| 2014 | ф  | Исход: Цари и боги                       | Exodus: Gods and Kings                        | Рамсес II                            |
| 2015 | ф  | Лайф                                     | Life                                          | Джон Моррис                          |
| 2015 | ф  | Чёрная месса                             | Black Mass                                    | Джон Коннолли                        |
| 2015 | ф  | Подарок                                  | The Gift                                      | Гордо                                |
| 2016 | ф  | Джейн берёт ружьё                        | Jane Got a Gun                                | Дэн Фрост                            |
| 2016 | ф  | Специальный полуночный выпуск            | Midnight Special                              | Лукас                                |
| 2016 | ф  | Лавинг                                   | Loving                                        | Ричард Лавинг                        |
| 2017 | ф  | Оно приходит ночью                       | It Comes at Night                             | Пол                                  |
| 2017 | ф  | Яркость                                  | Bright                                        | Ник Джекоби                          |
| 2018 | ф  | Красный воробей                          | Red Sparrow                                   | Натаниэль Нэш                        |
| 2018 | ф  | Опасный бизнес                           | Gringo                                        | Ричард Раск                          |
| 2018 | ф  | Стёртая личность                         | Boy Erased                                    | Виктор Сайкс                         |
| 2019 | ф  | Король Англии                            | The King                                      | Фальстаф                             |
| 2021 | ф  | Легенда о Зелёном рыцаре                 | The Green Knight                              | лорд                                 |
| 2021 | ф  | Незнакомцы                               | The Stranger                                  | Марк                                 |
| 2022 | ф  | Тринадцать жизней                        | Thirteen Lives                                | Ричард Харрис                        |
| 2022 | с  | Оби-Ван Кеноби                           | Obi-Wan Kenobi                                | Оуэн Ларс                            |
| 2022 | ф  | Садовник                                 | Master Gardener                               | Нарвел Рот                           |
| 2023 | ф  | Парни в лодке                            | The Boys in the Boat                          | Элвин М. Албриксон                   |
| 2024 | с  | Тёмная материя                           | Dark Matter                                   | Джейсон Дессен                       |
| 2025 | ф  | Сны поездов                              | Train Dreams                                  | Роберт Грейнир                       |

### Режиссёрские работы
| Год  |   | Русское название | Оригинальное название | Роль                          |
| ---- | - | ---------------- | --------------------- | ----------------------------- |
| 2015 | ф | Подарок          | The Gift              | режиссёр, сценарист, продюсер |
| 2018 | ф | Стёртая личность | Boy Erased            | режиссёр, сценарист, продюсер |
| 2019 | ф | Король Англии    | The King              | сценарист, продюсер           |